# Tillandsia 'Toolara'
Tillandsia 'Toolara' es un cultivar híbrido del género Tillandsia perteneciente a la familia Bromeliaceae.
Es un híbrido creado en el año 1983 con las especies Tillandsia streptophylla × Tillandsia concolor.